# Drowned
Drowned é uma banda brasileira de death metal, surgida em Belo Horizonte em 1994.

## História
Após alguns problemas iniciais de formação, somente em 1998 Drowned gravou a sua primeira demo, com as músicas "Where dark and light divide...", "Learn to obey" e "Words from the pit". Naquele momento, a banda contava com Fernando Lima (voz), Thiago Rodrigues (guitarra), Marcos Amorim (guitarra), Rodrigo Nunes (baixo) e Beto Loureiro (bateria). O trabalho obteve boa repercussão nacional e rendeu participações em algumas coletâneas brasileiras.
Em março de 2000, após a troca de Thiago Rodrigues por Rafael Porto, a banda acertou com o selo mineiro Cogumelo Records a gravação do seu primeiro álbum, "Bonegrinder", e em seguida partiu para sua primeira excursão nacional. A turnê foi interrompida devido ao grave acidente de automóvel sofrido pelo guitarrista Marcos Amorim, sendo retomada apenas no início de 2002.
Com a volta do guitarrista, a banda lançou o mini-álbum "Back from Hell" e iniciou uma nova excursão, começando por Belo Horizonte e passando novamente por diversas regiões do país. Em fevereiro de 2003 foi gravado o segundo álbum completo da Drowned, "Butchery Age", com 12 faixas e produção de alto nível, levando a banda a ser uma das primeiras do gênero no país a tem um circuito de shows programado e controlado, mesmo sem o respaldo de uma gravadora multinacional. O lançamento de "Butchery Age" teve 27 apresentações em todo o Brasil, mas resultou em mais uma mudança de formação, com a saída de Rafael Porto e a entrada de Kerley Ribeiro.
Em agosto de 2004 a banda entrou novamente em estúdio para gravar "By the Grace of Evil", seu terceiro trabalho completo, com 10 faixas, lançado em dezembro daquele ano. O álbum mostrou um Drowned com as mesmas raízes, porém mais variado e mais musical. O tour de lançamento, mais uma vez iniciado por Belo Horizonte, teve o registro das imagens do primeiro vídeo da banda, "AK-47", que foi editado por Pablo Menna e foi ao ar nos principais programas de rock da televisão brasileira.
Em 2005, além de uma histórica apresentação para cerca de 30 mil pessoas em Brasília,no evento Porão do Rock, a banda gravou imagens para seu segundo vídeo, "The son will not return", e em seguida participou do show comemorativo dos 25 anos da Cogumelo Records, em Belo Horizonte, que foi registrado pela Rede Minas e foi ao ar em especial dedicado ao evento, além de render o EP "By the Evil Alive", disponibilizado na interent.
Após nova mudança de formação, com o baixista Rodrigo Nunes sendo substituído por Wesley Ribeiro, foi gravado o álbum "Bio-violence", em junho de 2006. Enfocando temas atuais, sobretudo violência e conflitos, imperialismo e Brasil, o álbum traz uma maior variação rítmica e complexidade nos arranjos, sem abrir mão do peso e agressividade característicos do Drowned.
Em setembro de 2006, o Drowned iniciou o tour de divulgação de "Bio-violence", passando por 5 países europeus entre março e abril de 2008 (Alemanha, Bélgica, República Tcheca, Áustria e Suíça). Para o álbum a banda ainda editou 3 vídeos (Bio-Violence; The fossil target e New Rome arises).
A banda completou 10 anos de existência ininterrupta em 2008 e para comemorar, disponibilizou diversos materiais raros em seu site, para download gratuito dos fãs, além de um disco ao vivo, "Butchery Age alive", registro de um show gravado em 2003.
Em 2009 a banda lança pela Cogumelo Records o álbum Box of Bones, contendo gravações de diversas épocas da banda, além de um DVD bônus, com material coletado durante as tours da banda.
Em 2010 a banda lança em Portugal, pelo selo Metal Soldiers, junto com a banda Necroskinner, o split-álbum "Bones Out".
Em 2011 o músico Rafael Porto retorna à banda, na função de baixista, substituindo Wesley Ribeiro. A banda entra em estúdio em março de 2011 para a gravação do álbum "Belligerent Part II - Where death and greed are united", com lançamento em outubro de 2011. 
Em complementação ao álbum, a banda gravou também músicas para a inclusão no álbum "Belligerent Part I - The killing state of the art", disponibilizado de forma gratuita em janeiro de 2012.
O primeiro vídeo de divulgação do álbum "Belligerent" é gravado em janeiro de 2012, sendo editado e lançado em fevereiro de 2012. A faixa escolhida para divulgar o trabalho foi a própria faixa-título.
Entre agosto e dezembro de 2017, o Drowned, após um hiato de aproximadamente 5 anos sem registrar músicas inéditas, entra em estúdio para gravar seu 7º álbum de estúdio, 7TH. O álbum foi lançado em 15 de junho de 2018, via Cogumelo Records (Brasil), com distribuição nos EUA e Europa via Greyhaze Records.
Durante a Tour de divulgação do disco surge a ideia de fazer um show reunindo os integrantes originais da banda, que registraram os discos iniciais da carreira do Drowned.
Em 17 de novembro de 2019 os músicos originais e atuais da banda se reuniram para um show comemorativo e deste evento surge a ideia de realização de uma experiência como sexteto. Assim, a banda não só teria a experiência da formação original, mas também a formação que registrou o também muito bem recebido “By the Grace of Evil”. E esta formação em sexteto entra no palco pela primeira vez em 07 de dezembro de 2019.
Ambos os shows descritos foram registrados em áudio por Manfredo Savassi, mixado por Marcos Amorim e o resultado dos dois shows é ouvido em detalhes no novo trabalho ao vivo que a banda apresenta dia 15 de fevereiro de 2020. O primeiro registro da nova formação em sexteto ocorre com o lançamento de “Damned Alive”, mesclando o conteúdo dos dois eventos e músicas executadas em quinteto e sexteto.
No início de 2020 a banda retornou para a estrada, em Tour denominada “Bones United Tour”, porém a Pandemia de Covid-19 acabou por interromper a sequência. A partir de maio de 2020 fixou a sua formação com os integrantes originais, que gravaram os primeiros álbuns.
A banda então concentrou suas forças na produção de vídeos, lives streaming, bem como composições novas que redundaram em um EP chamado “CONFINEMENT BY SICKNESS”, lançado em dezembro de 2020. Durante todo o ano de 2021, a banda se dedicou a compor o próximo álbum.
Em 25 de março de 2022 a banda lança seu 8º disco de estúdio, Recipe of Hate, via Cogumelo Records (Brasil), com distribuição nos EUA e Europa via Greyhaze Records, começando logo em seguida uma tour de divulgação.

## Membros

### Formação atual
- Fernando Lima - vocal (1994 até o presente)
- Rafael Porto - guitarra (2000-2004; 2011 até o presente)
- Marcos Amorim - guitarra (1998 até o presente)
- Rodrigo Nunes - baixo (1998-2006; 2019 até o presente)
- Beto Loureiro - bateria (1998 até o presente)

### Ex-integrantes
- Wesley Ribeiro - baixo (2006-2010)
- Thiago Oderüs - guitarra (1994-2000)
- Kerley Ribeiro - guitarra (2004-2020)
- Rafael Porto - baixo (2011 a 2019)

## Discografia
- "Bonegrinder" - 2001
- "Tribute to Sarcófago" - 2001
- "Back from Hell" (EP) - 2002
- "Butchery Age" - 2003
- "By the Grace of Evil" - 2004
- "By the Evil Alive" (EP ao vivo) - 2006
- "Bio-Violence" - 2006
- "Butchery age live" (ao vivo) - 2008
- "Box of Bones" - 2009
- "Bones out" - 2010 (Lançado em Portugal apenas)
- "Belligerent Part II - Where death and greed are united" - 2011
- "Belligerent Part I - The killing state of the art" - 2012
- "7TH" - 2018
- "Damned Alive" (ao vivo) - 2020
- "Confinement by Sickness" (EP) - 2020